# Rue Jean-de-Beauvais
La rue Jean-de-Beauvais est une voie située dans le quartier de la Sorbonne du 5e arrondissement de Paris.

## Situation et accès
Elle commence au boulevard Saint-Germain et monte jusqu'à la rue de Lanneau et se prolonge par l'impasse Chartière ; au croisement de la rue des Écoles, elle se trouve en contrebas et est interrompue par une volée de marches.
La rue Jean-de-Beauvais est desservie à proximité par la ligne 10 à la station Maubert-Mutualité.

## Origine du nom

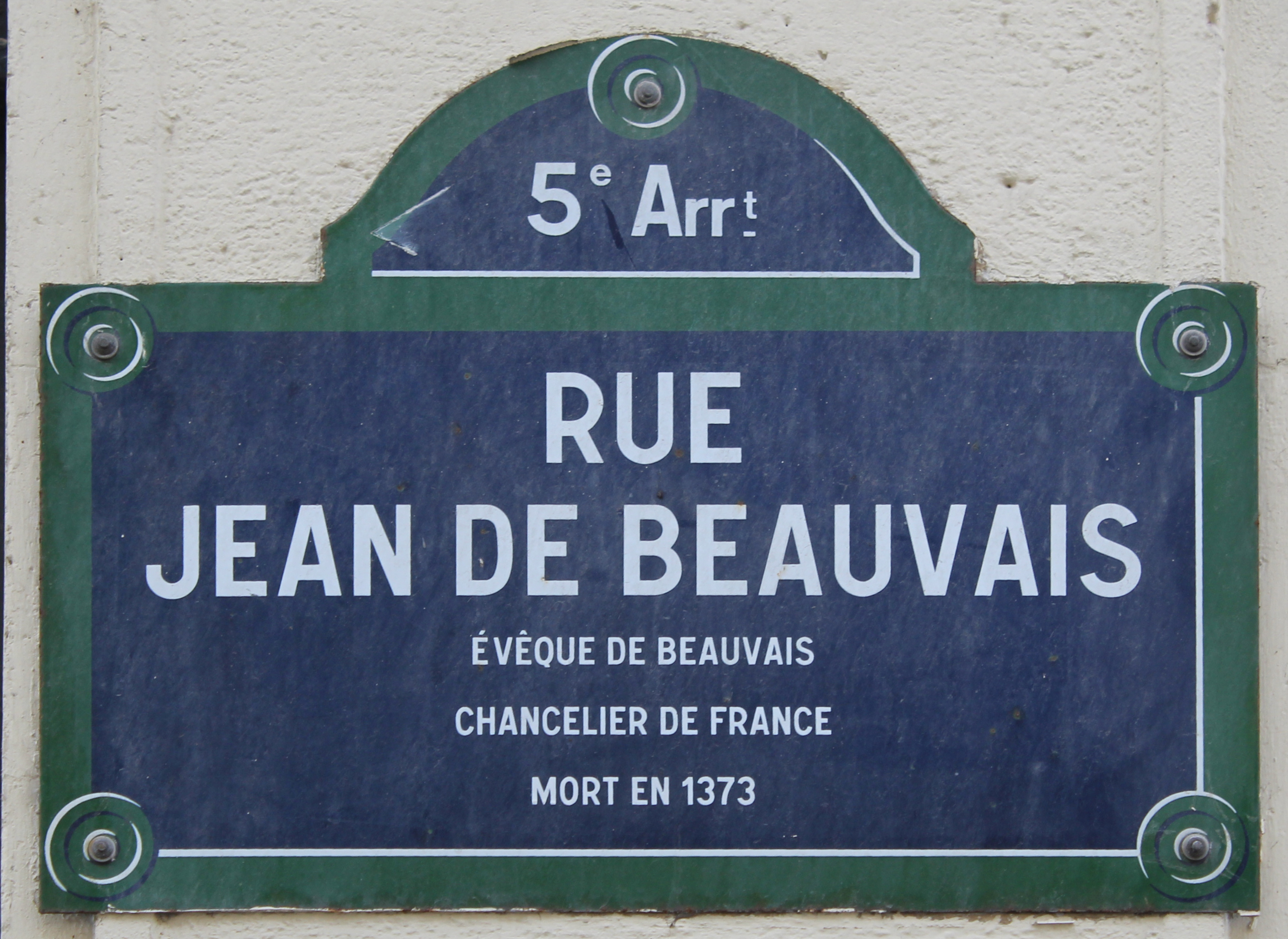
Plaque de la rue.

Selon Jaillot, elle doit son nom actuel à Jean de Beauvais, un libraire, qui demeurait au coin de la rue des Noyers. D'autres auteurs ont pensé que le collège de Dormans-Beauvais lui avait donné sa dénomination. Surtout, comme l'indique Jacques Hillairet dans son Dictionnaire historique des rues de Paris, l'église du collège de Beauvais était placée sous le vocable de Saint-Jean l'Évangéliste, de sorte que la rue s'appelait rue Saint-Jean-de-Beauvais (voir le plan ci-contre), pour la distinguer des autres rues Saint-Jean (par exemple la rue Saint-Jean-de-Latran, toute proche (voir le plan ci-contre)) et est devenue, comme il était courant, simplement Jean-de-Beauvais à la Révolution, par référence aussi à Jean de Dormans, évêque de Beauvais et chancelier de France, fondateur du collège.

## Historique

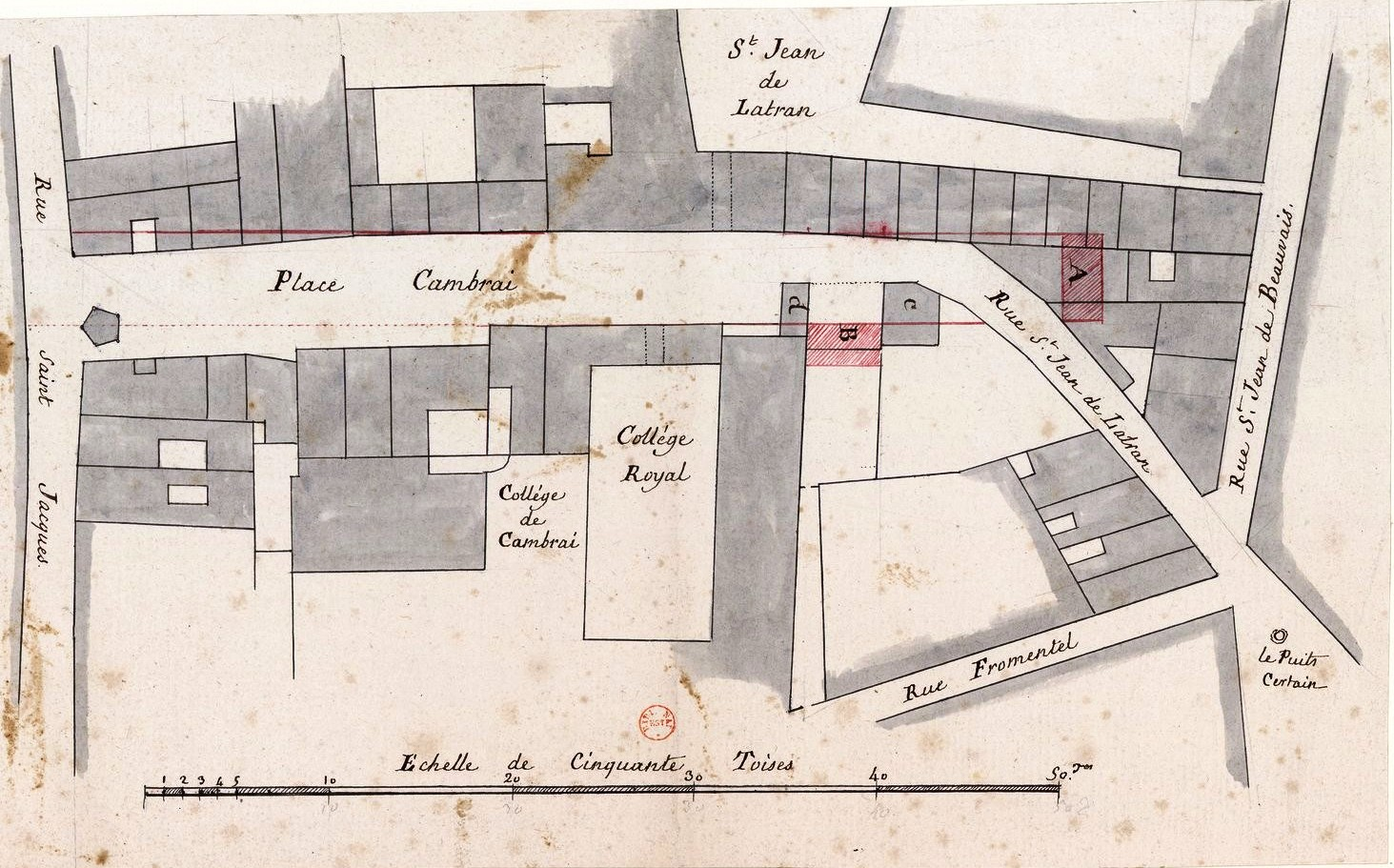
Plan du quartier du Collège royal et du collège de Cambrai au XVIIIe siècle, figurant la rue Saint-Jean-de-Beauvais.

Cette rue a été ouverte dans le clos Bruneau au début du XIVe siècle.
La voie est citée dans Le Dit des rues de Paris, de Guillot de Paris, sous la forme « rue Clos-Burniau » pour une partie de l'actuelle rue et sous la forme « rue du Petit-Four-Saint-Ylaire » pour l'autre partie.
Dès le début, de nombreux collèges de l'Université de Paris y furent fondés. Ainsi, en 1336, la rue voit s'élever le collège de Lisieux fondé par Guy d'Harcourt avant son transfert rue Saint-Étienne-des-Grès. En 1370, Jean de Dormans, cardinal et évêque de Beauvais, y fonde le collège de Beauvais. Charles V de France pose la première pierre de la chapelle du collège construite par Miles de Dormans, neveu de Jean. Au XVIe siècle, le collège de Beauvais devient public après sa reconstruction sous François Ier. Il est intégré au collège de Presles en 1597, ré-individualisé en 1699 puis réuni au nouveau collège Louis-le-Grand à sa construction.
En 1370, la voie porte le nom de « rue du Clos Bruneau », avant de devenir la « rue Saint-Jean-de-Beauvais » dans le courant du XVIIe siècle. Elle est citée sous le nom de « rue Saint Jehan de Beauvais » dans un manuscrit de 1636.
Elle a perdu son préfixe « Saint » à la Révolution, l'a retrouvé au début du XIXe siècle et l'a reperdu en 1855.
Elle est citée dans un manuscrit de l'abbaye Sainte-Geneviève de 1450 sous le nom de « rue de Brenot ».

## Bâtiments remarquables et lieux de mémoire
- Une statue en bronze en hommage au poète roumain Mihai Eminescu (1850-1889), œuvre du sculpteur Ion Vlad (1900-1992), se trouve au croisement de la rue des Écoles.
- No 9 bis : chapelle de l'ancien collège de Beauvais, devenue l'église orthodoxe roumaine de Paris et appelée « église des Saints-Archanges ». Cette église est classée depuis 1881 aux monuments historiques[4].
- No 11 : emplacement approximatif de la Faculté de décret, au Moyen Âge[5].
- No 16 : square Auguste-Mariette-Pacha[6].
- No 18 : l'imprimeur Robert II Estienne y demeura et son fils Henri III Estienne y est né.
- No 23 : l'abbé Georges Guérin y vécut ; une plaque lui rend hommage.
- Façade arrière du Collège de France.
- No 29 : immeuble conçu en 1954 par l'architecte Jean Le Couteur et décoré par Bernard Quentin, inscrit aux monuments historiques par arrêté du 2 avril 2004.

### Emplacements non localisés
- L'atelier d'imprimerie en musique d'Adrian Le Roy et Robert Ballard s'installe dans cette rue en 1551, sur le carrefour du Puits-Certain, à l'enseigne du Mont Parnasse ; il y reste jusque vers 1750.
- De l'autre côté de la rue, en vis-à-vis de Ballard, le fondeur de caractères Guillaume I Le Bé tient son atelier à l'enseigne de la Grosse Escriptoire.
- Aux XVIe et XVIIe siècles, la famille d'imprimeurs Fédéric Morel, l'Ancien puis son fils Fédéric Morel, le Jeune, imprimeur du Roi, avaient leurs imprimeries dans cette rue[7].
- Le graveur Paul Androuet du Cerceau (v. 1630-1710) mourut dans cette rue, dans sa maison à l'enseigne de l'Olivier[8].
- Le peintre Simon Mathurin Lantara (1729-1778) demeura dans cette rue à l'hôtel de Genève[9].

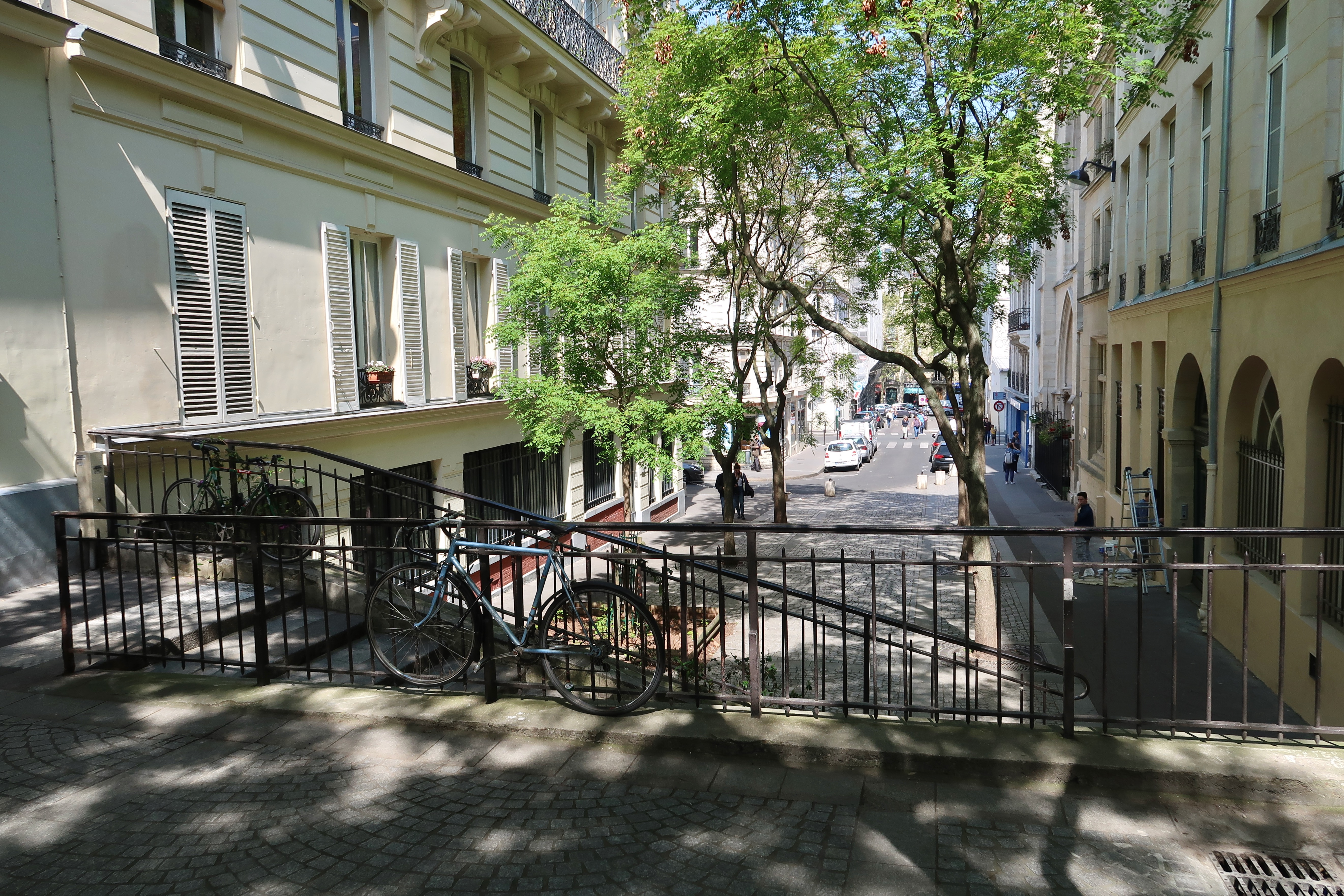
Partie basse de la rue.
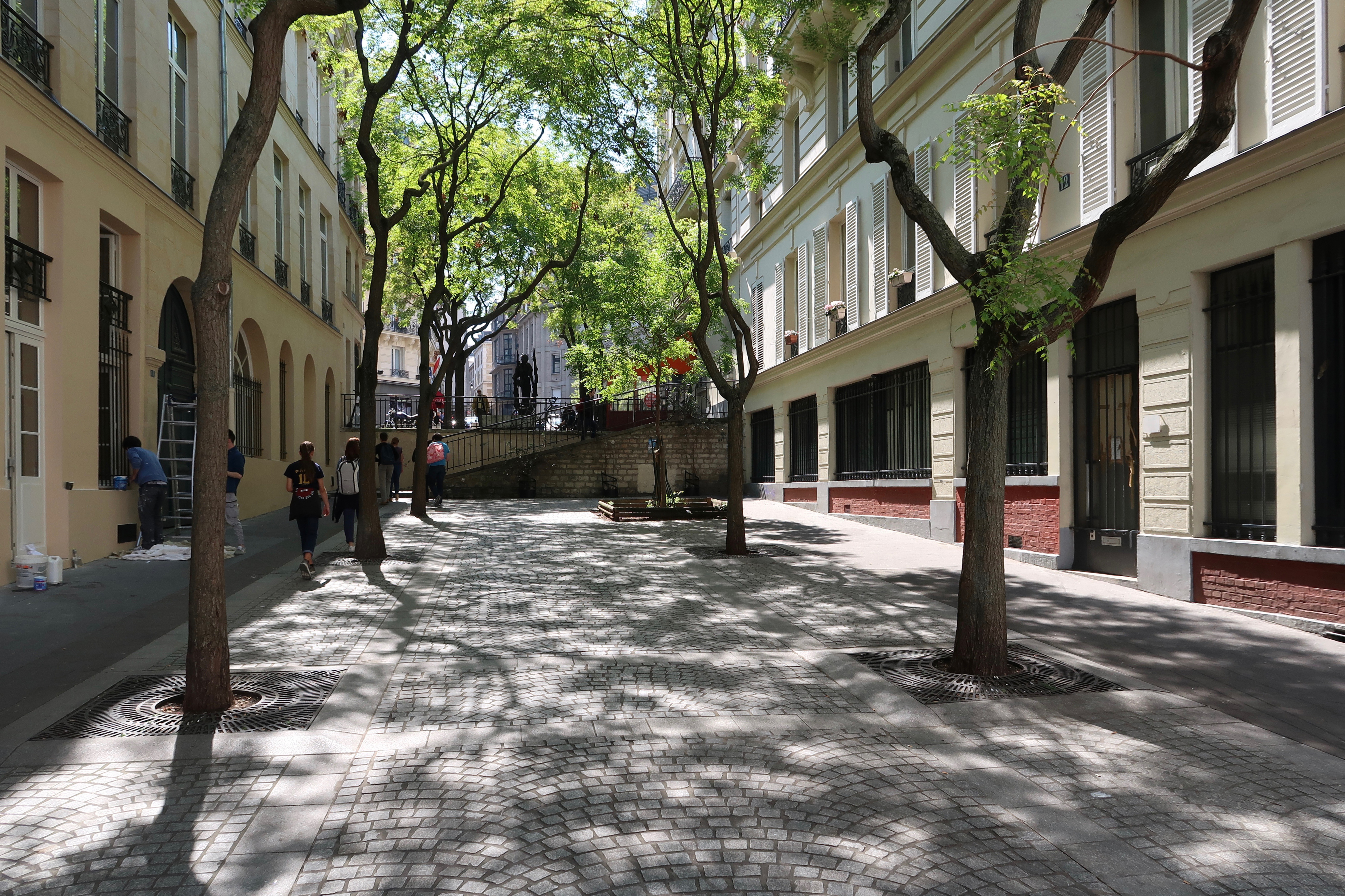
Partie basse.
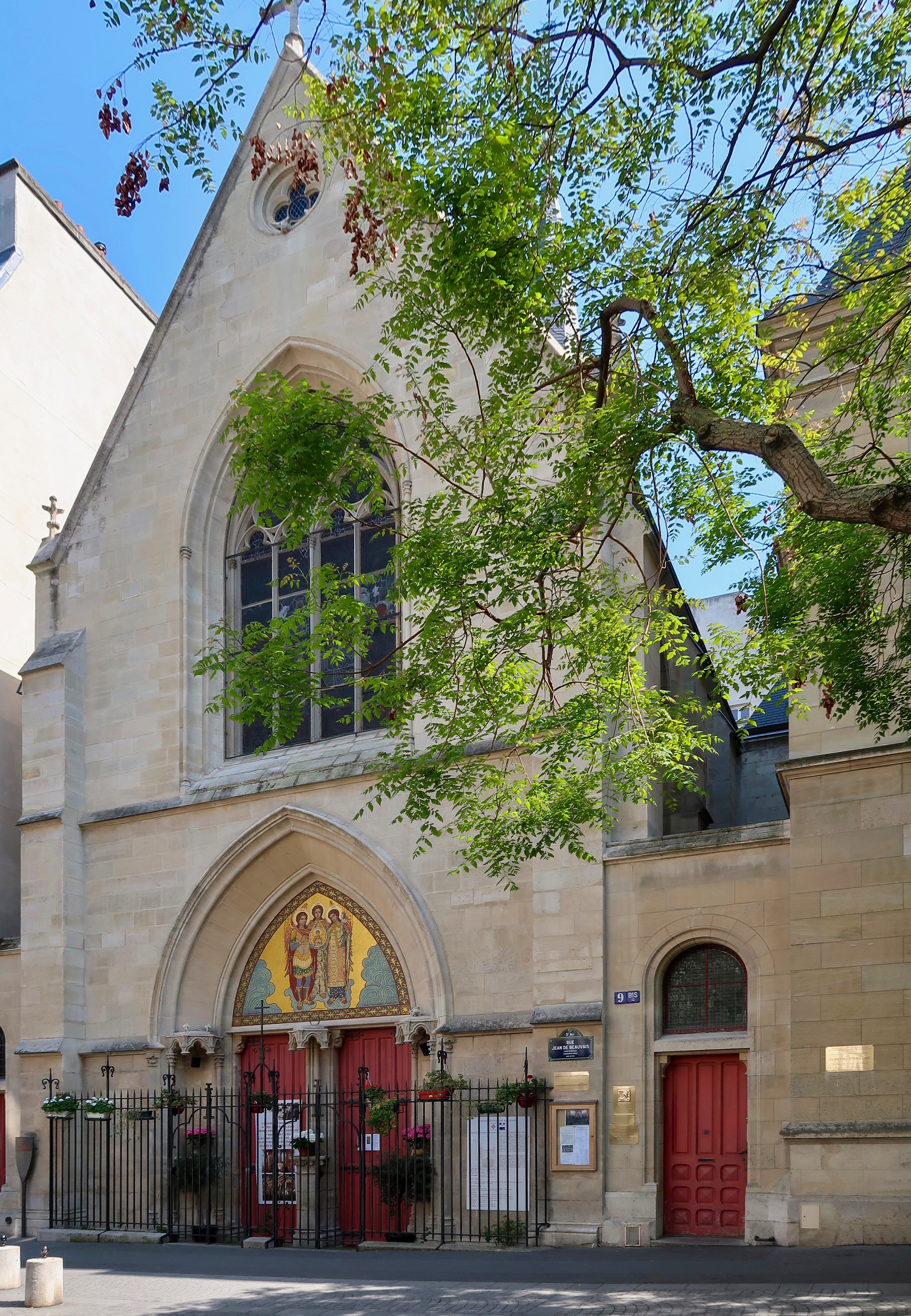
Façade de l'église des Saints-Archanges au no 9 bis.

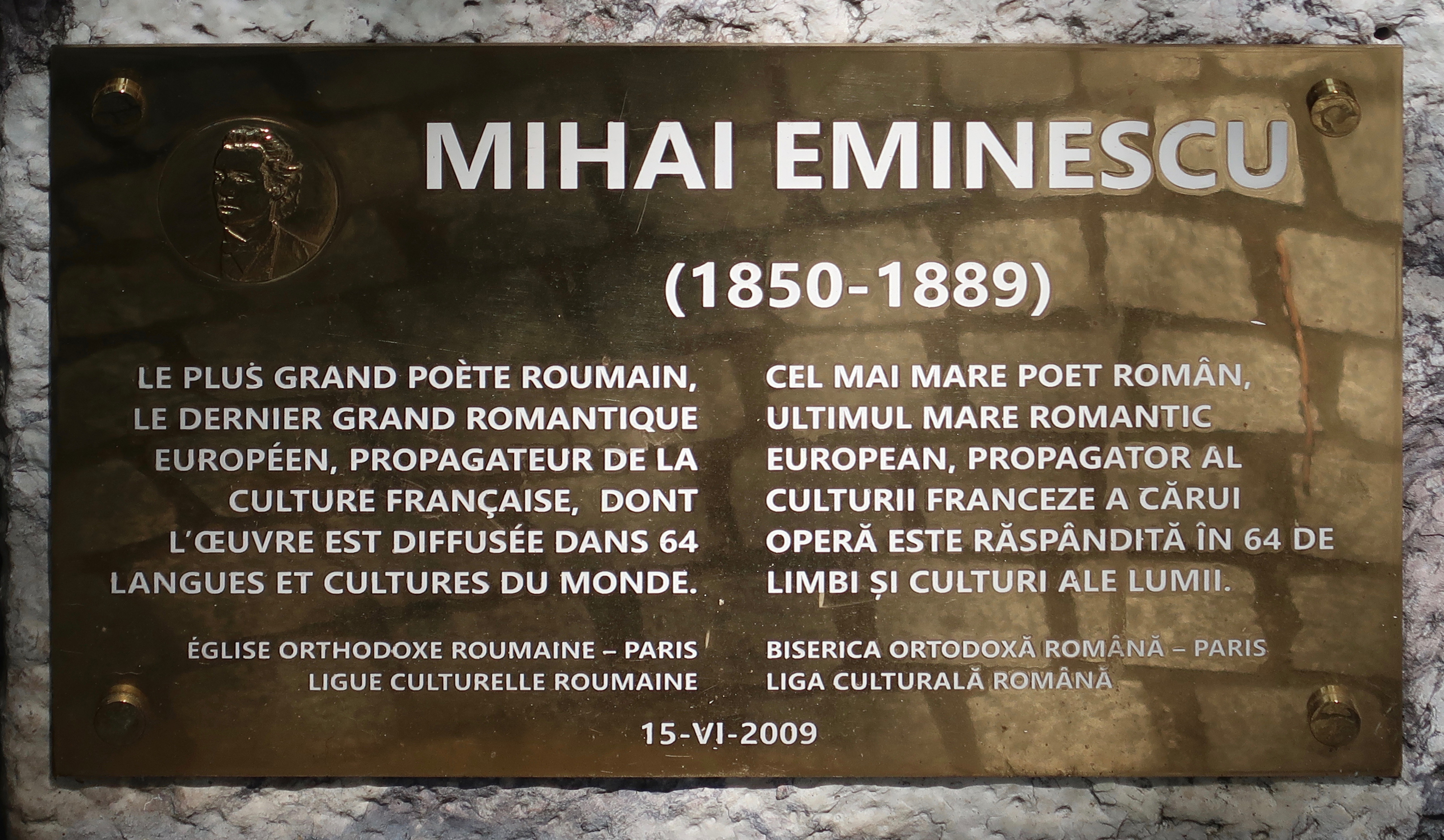
Plaque sous la statue de Mihai Eminescu.
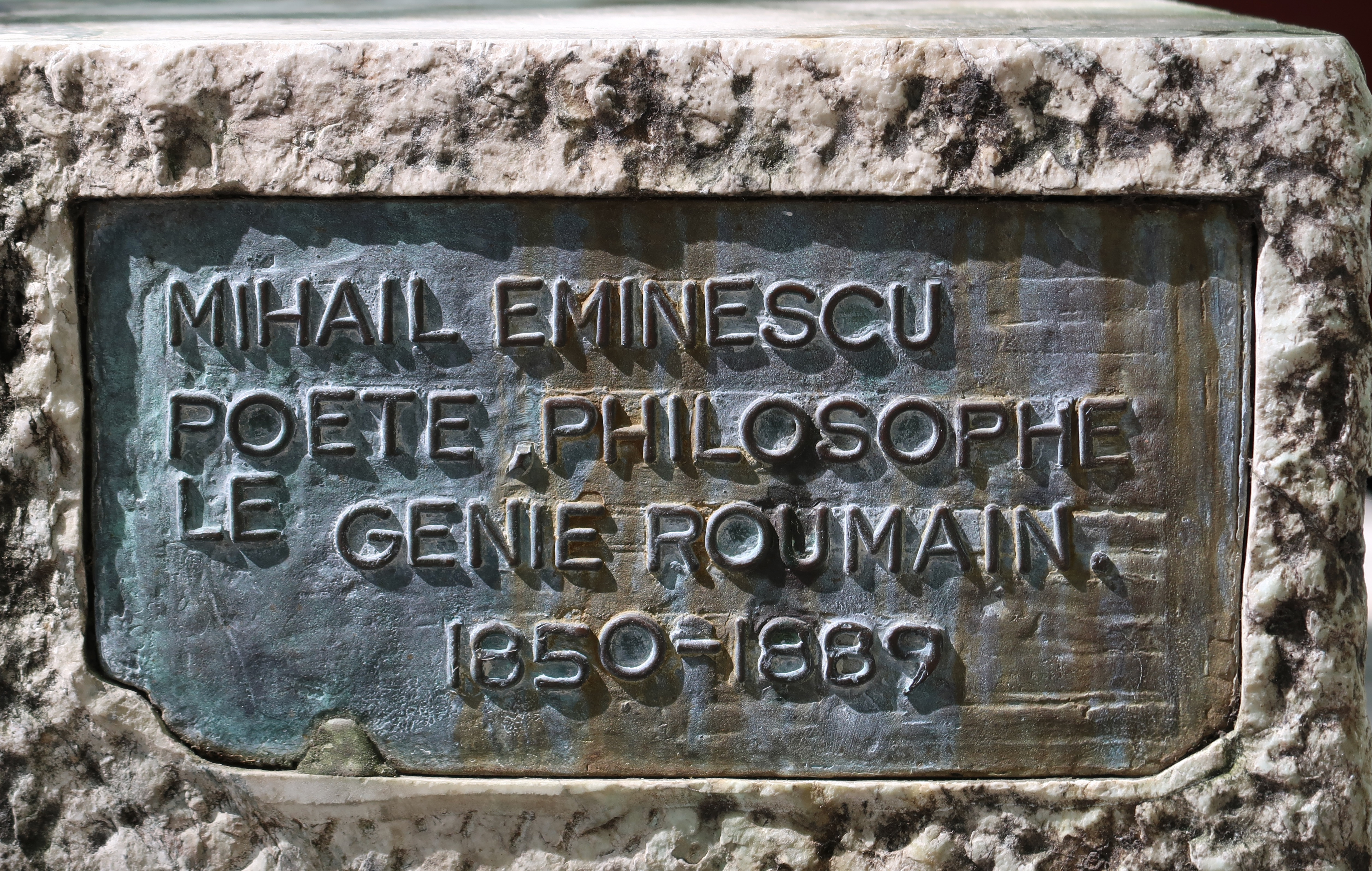
Idem.
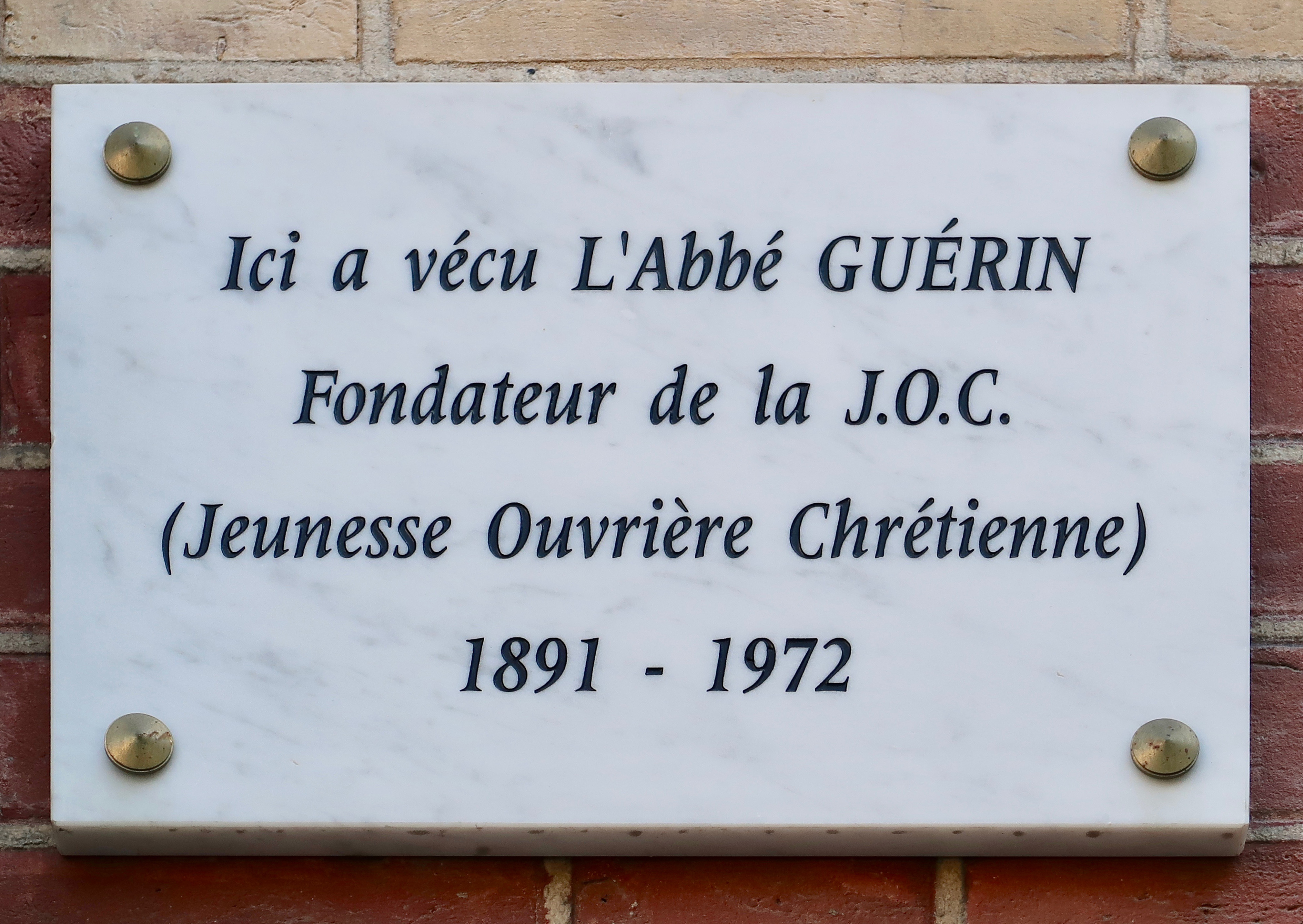
Plaque au no 23.